# Kate Bliss and the Ticker Tape Kid
Kate Bliss and the Ticker Tape Kid è un film per la televisione statunitense del 1978 diretto da Burt Kennedy.
È un film commedia ad ambientazione western con protagonisti Suzanne Pleshette, Deborah Romare e Don Meredith. È un film pilota di una serie televisiva poi mai realizzata.

## Produzione
Il film, diretto da Burt Kennedy su una sceneggiatura di William Bowers e John Rester Zodrow, fu prodotto da Richard E. Lyons per la American Broadcasting Company tramite la Aaron Spelling Productions e girato in California.

## Distribuzione
Il film fu trasmesso negli Stati Uniti il 26 maggio 1978 sulla rete televisiva ABC
Alcune delle uscite internazionali sono state:
- in Germania il 13 giugno 1992 (In Texas ist der Teufel los)
- in Polonia (Kate Bliss i Ticker Tape Kid)
- in Finlandia (Mekö muka lainsuojattomia?)
- in Turchia (Batida bir kadin)